# Cobitis vardarensis
Cobitis vardarensis là một loài cá vây tia thuộc họ Cobitidae. Loài này chỉ có ở Hy Lạp.
Tình trạng bảo tồn của nó hiện chưa đủ thông tin.